# Kwitkowe (Tschernihiwka)
Das Dorf Kwitkowe (ukrainisch Квіткове) im Rajon Tschernihiwka des Oblast Saporischschja geht auf das Dorf Pastwa der Kolonie Molotschna zurück.

## Pastwa
Der Ort wurde 1820 gegründet, wie die meisten Orte der Kolonie Molotschna. Der Ortsname stammt aus dem Polnischen (gutes Weideland) und bezieht sich auf den Heimatort der Siedler Die Siedlung lag nahe der Quelle des Juschanlee. Nachdem die ersten Wohnhäuser zerstört worden waren, verlegte man das Dorf weiter weg vom Fluss. Die ersten Siedler aus dem Kreis Marienwerder hatten die Kolonie schon 1819 erreicht. Südlich des Flusses wurde ein Schutzdamm errichtet und 1835 ein großer Wald angelegt. 1869 gab es hier 17 Vollwirtschaften, zwei Halbwirtschaften, und 23 Kleinwirtschaften, 1908 lebten hier 254 Personen und es gab zwei Windmühlen,  eine Schmiede, eine Schule und einen  Getreidespeicher. Es sind heute nur wenige Mennonitenbauten erhalten.